# Aşk ve Ceza
Aşk ve Ceza je romantická turecká telenovela od tvůrců Tisíce a jedné noci, která měla premiéru v letech 2010–2011. Během roku 2012 až 2013 byla vysílána ve Slovenské republice na TV Markíza a TV Doma pod názvem Láska a trest.

## Obsazení
| Nurgül Yeşilçay  | Yasemin Üstün Baldar |
| Murat Yıldırım   | Savaş Baldar         |
| Feride Çetin     | Çiçek Moran Baldar   |
| Tomris İncer     | Şahnur Baldar        |
| Zeynep Beşerler  | Nadya                |
| Caner Kurtaran   | Mehmet               |
| Gökçe Yanardağ   | Nazan Baldar Noyan   |
| Oktay Gürsoy     | Cem                  |
| Kerem Atabeyoğlu | Pala                 |
| Nalan Yavuz      | Fidan                |
| Emrah Elçiboğa   | Eşref                |
| Sennur Kaya      | Leyla Üstün          |
| Nazan Kesal      | Sevgi                |
| Cenk Ertan       | Bora Noyan           |
| Halil Kumova     | Ahmet Moran          |
| Erkan Bektaş     | Yavuz Moran          |
| Ali Yigit        | Kemal Baldar         |
| Belit Özükan     | Müjde                |
| Enis Arıkan      | Alpay                |
| Işıl Dayıoğlu    | Sitare               |
| Meltem Pamirtan  | Endam                |
| Gamze Topuz      | Derya                |
| Sinan Tuzcu      | Hakan                |
| Ahu Yağtu        | Pelin                |